# U-81号潜艇 (1941年)
U-81号（德語：U 81）是纳粹德国战争海军建造的568艘VII-C型潜艇（或称U艇）之一。它由不来梅的伏尔铿费格扎克船厂承建，于1941年2月22日下水，至同年4月26日交付使用。第二次世界大战期间，该艇曾执行过十七次巡逻作战，共击沉26艘、全损1艘和击伤1艘同盟国或中立国舰船，累积总吨位为79,677吨，并因击沉皇家方舟号航空母舰而声名大噪。1944年1月9日，U-81号在地中海的普拉沿岸遭美国第十五航空队投掷的炸弹击沉，造成该艇官兵2人阵亡、44人幸存。

## 设计
VII-C型是VII级潜艇的第三次、也是最有价值的改进型。它搭载了被称为“S装置”的新式主动声呐系统，为了容纳这种新设备，VII-C型的艇体尺寸有所增加，并重新设计了鞍状水舱，在其两侧各增加了一个可提供储备浮力的小型浮舱，有利于潜艇完成快速下潜。U-81号的全长为67.10米，舷宽6.20米、并有4.74米的吃水深度，水上和水下排水量分别为769吨和871吨。该艇采用双轴设计，具有两副直径为1.23米的三叶螺旋桨。在机械系统方面，VII-C型艇也得到了升级：通过艇上配备的燃油过滤系统，柴油机润滑系统的使用受命得以延长，也为不同润滑剂在艇上机械设备上混合使用留足了余地。原先前型艇用于发射鱼雷和主压载舱吹除操作的电动空气压缩机则改为容克斯的柴动压缩机，从而减小了对艇上电气系统的依赖；此外，该型艇还装配了更为现代化的电力转换系统。动力由两台曼恩生产的M6V 40/46型六缸四冲程1,400匹公制馬力（1,000千瓦特）涡轮增压柴油机用于水面运行，以及两台布朗-博韦里提供的GG UB 720/8型375匹公制馬力（280千瓦特）双作用电动发电机用于水下航行；水面最高航速17.7節（32.8每小時），水下7.6節（14.1每小時）；能够在水面以10節（19每小時）航速续航8,500海里（15,700），或以4節（7.4每小時）连续在水下航行80海里（150）而无需充电。
武器装备方面，U-81号装备有五具内置式鱼雷发射管——艇艏四具、艇艉一具。其艇艉的鱼雷发射管设计在耐压壳体内部、两片舵之间，鱼雷可以由此向外发射。在轮机舱甲板下方还配备了用于艇艉的鱼雷装填系统，耐压壳体与甲板室之间一前一后还设计有外置鱼雷贮存装置，因此U-81号可携带14枚G7型鱼雷或最多26枚TMA型水雷（TMB型则为39枚）。此外，该艇还搭载有一门配备220发弹药的88毫米35式速射炮以及一门配备1,195发弹药20毫米30式高射炮作为甲板炮。其标准船员编制为4名军官及40－56名水兵。

## 历史
1939年1月25日，海军造舰局将第二批次的六艘VII-C型潜艇（U-77至U-82号）建造合同发包予不来梅的伏尔铿公司。其中U-81号于1940年5月11日开始在费格扎克船厂铺设龙骨，建造序列为9号。经过逾九个月的建造，它于1941年2月22日下水，至同年4月26日在前U-28号艇长、海军中尉弗里德里希·古根贝格尔的指挥下交付使用。完成海试后，该艇加入驻基尔的第1潜艇区舰队，先是在波罗的海进行战备训练，进而于1941年8月作为前线艇移驻德占法国的布雷斯特。从同年12月1日起，它又换编至驻地中海的第29潜艇区舰队，在拉斯佩齐亚、萨拉米斯岛和普拉执行任务，直到1944年1月9日遭摧毁。
第二次世界大战期间，U-81号曾执行过十七次巡逻和三次狼群作战，共击沉26艘、全损1艘和击伤1艘同盟国或中立国舰船，累积总吨位为79,677吨。

### 早期巡逻
古根贝格尔指挥了U-81号的前九次巡逻。他于1941年6月21日率艇从基尔启程，次日抵达霍滕，以跟随第25潜艇区舰队参加紧急下潜培训。随后，该艇于6月29日离开霍滕，前往特隆赫姆进行战术和鱼雷训练，并于7月2日抵达。在那里，古根贝格尔接到执行首次巡逻的命令，遂于7月17日08:00离开特隆赫姆，前往科拉半岛附近的挪威海游弋。经过为期二十二天、水面行程2,569海里（4,758）、水下行程580海里（1,070）的航行后，U-81号于8月7日回到希尔克内斯，沿途并未击沉或击伤任何船只。两天后，它与U-652号潜艇一同移至特隆赫姆的造船厂接受检修，于8月13日抵达。
在第二次巡逻中，古根贝格尔终于立下战功：当时他率U-81号于8月27日08:00离开特隆赫姆，前往冰岛西南部的北大西洋游弋。从9月1日至11日，该艇曾加入“藩侯”狼群，意图以集群方式袭击盟军的护航船队。9月9日06:55，无护航的英国货轮帝国跳羚号作为SC-42号护航队的掉队者，在天气良好的情况下航行于法韦尔角东北约150海里（280）处时，其左舷1号和3号货舱被U-81号发射的两枚鱼雷击中。当第二枚鱼雷命中后，该船从艏到艉迅速起火燃烧，在几次剧烈爆炸后立即沉没，并震动了身处1,200米外的水下潜艇。德国人以为对方装载有弹药，但实际上被点燃的是船上的磷酸盐货物。次日07:28，古根贝格尔在法韦尔角东北偏东方向再向同一支护航队发射了两枚鱼雷，并观察到一艘船在两次命中后沉没。07:29，他又发射两枚鱼雷，并听到了两声爆炸声，但当时能见度很差。至07:53，第五枚鱼雷发射命中，但可能是哑弹。古根贝格尔号报称有一艘船确定沉没，另外两艘也可能沉没，但从盟军的报告中，只有英国货船萨莉·马士基号（Sally Mærsk）的沉没得到证实。U-81号之后于9月19日抵达布雷斯特，结束了这次为期二十四天、水面4,800海里（8,900）、水下137海里（254）的航行。

### 击沉皇家方舟号
1941年10月29日14:00，U-81号从布雷斯特出发执行第三次巡逻，前往地中海。在比斯开湾进行深潜尝试后，由于海水入侵而造成的破坏，该艇不得不返回于10月31日布雷斯特。返程途中，它又遭到隶属英国皇家空军第209中队一架卡特琳娜水上飞机和隶属第53中队一架哈德遜式轟炸機的袭击，造成进一步损坏。经过临时修复，古根贝格尔于11月4日重新起航，但仅数小时后便因发现艇上没有其作战区域的海图而再度折返。由于需要穿越严密设防的直布罗陀海峡，它从11月5日至18日期间与U-205、U-433和U-565号共同行动，组成了“阿尔诺”狼群（以一战U艇王牌艇长洛塔尔·冯·阿尔诺命名）。

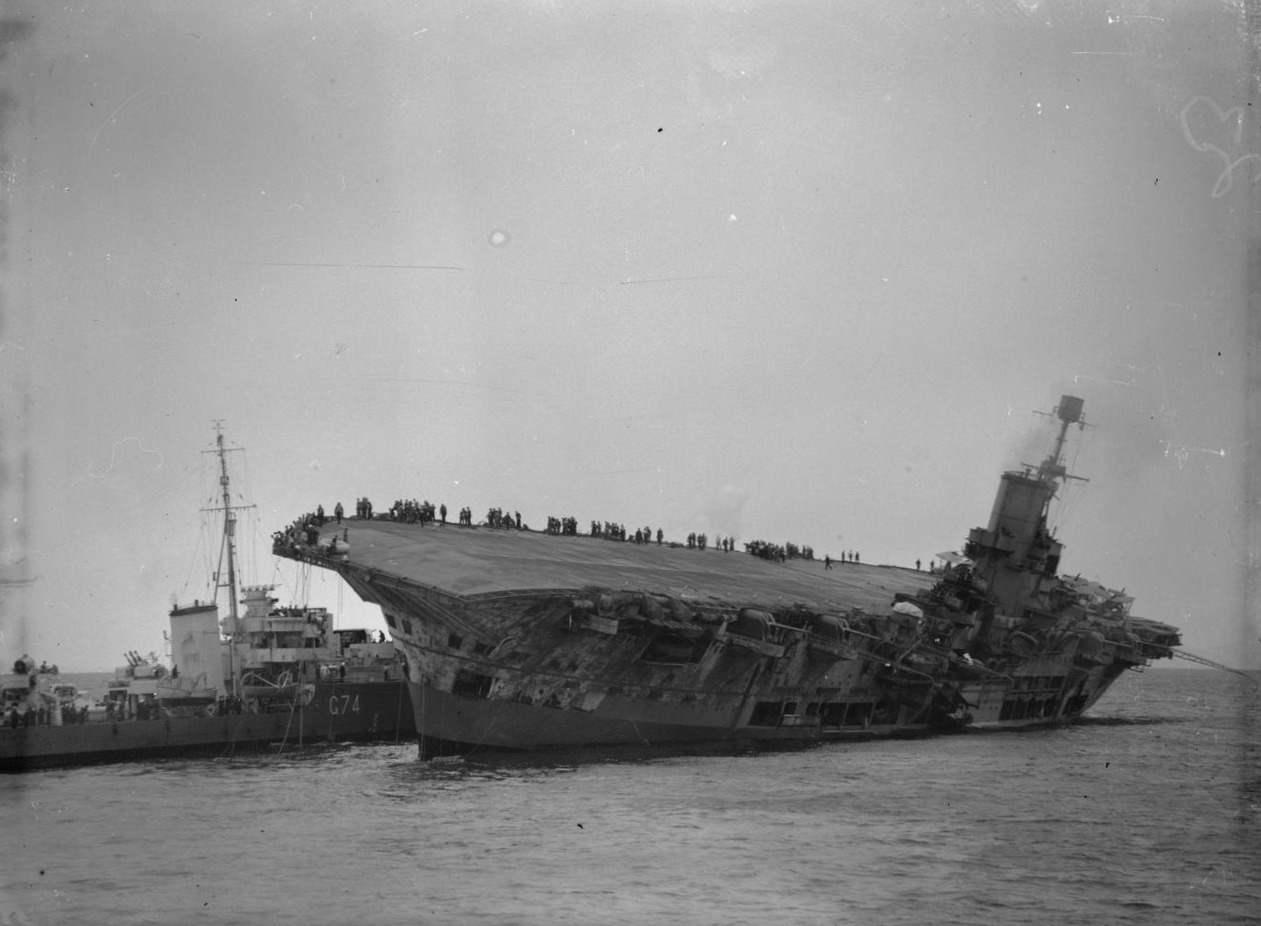
皇家方舟号航空母舰是二战中遭U艇击沉的最大型舰船之一

11月12日顺利突围后进入地中海后，古根贝格尔得知英国的H部队正在前往直布罗陀的途中经过，遂决定伏击。11月13日16:37，U-81号向H部队的马来亚号战列舰发射四枚鱼雷，并在6分6秒和7分43秒后听到了两次爆炸声。事实上，一枚鱼雷击中了航空母舰皇家方舟号的舰舯部，进而深入舰体并击中底部龙骨，在舰底和右舷水线之间炸出一个130英尺 × 30英尺（40米 × 9米）的大洞。爆炸摧毁了所有内部通信和右舷传动系统，导致舰只的后半部分失去动力。该舰的持续运动扩大了舰体上的孔洞，当皇家方舟号停下来时，它已经吸入了大量的海水，并开始向右舷侧倾，在二十分钟内就达到了离中心18°。延至翌日清晨，该航母在拖船泰晤士号和圣日号的拖曳下沉没，连同其几乎所有舰载机都葬身在直布罗陀以东约30海里（56）处，成为二战中遭U艇击沉的最大型舰船之一。
袭击发生后，H部队的护航驱逐舰群立即发动反击，共投掷了130枚深水炸弹，但U-81号得以成功逃脱，继续前往地中海东部游弋，并在墨西拿获得了10立方米的燃料、饮用水、给养和鱼雷补给。经过为期三十七天、水面5,500海里（10,200）、水下442海里（819）的航行后，该艇于12月10日抵达意大利的拉斯佩齐亚，加入第29潜艇区舰队。

### 地中海巡逻
U-81号直到第五次巡逻才再有所斩获，当时它于1942年4月4日14:00离开拉斯佩齐亚，在运送一名病患抵达墨西拿后继续前往地中海东部游弋，至4月25日09:20抵达希腊的萨拉米斯岛。在这次为期二十二天、水面2,800海里（5,200）、水下308海里（570）的行动期间，古根贝格尔曾于4月15日和16日两度在海法对开水域合共布下9枚水雷，但并未对任何船只造成破坏。4月16日19:54，该艇在黎巴嫩海岸外发现一艘油轮及其护航舰，遂于20:38和20:39向两艘舰船各发射了两枚鱼雷。其中法国武装拖网船维京号被击中后在距离贝鲁特西南偏西约23海里（43）处爆炸沉没，英国油轮里海号（Caspia）则于21:48再受到多两枚鱼雷的袭击，并有一枚击中船艏。它最终于22:10在贝鲁特以南约10海里（19）处遭“致命一击”后起火沉没。22:50，古根贝格尔报称在贝鲁特西南约25海里（46）处炮击并击沉了三艘帆船。其中两艘分别为埃及的巴卜·法拉杰号（Bab el Farag）和法托·赫尔号（Fatouh el Kher），第三艘身份不明。4月19日22:00，另一艘埃及帆船哈菲兹·拉赫曼号（Hefz el Rahman）在贝鲁特西南约20海里（37）处遭U-81号撞沉。三天后，古根贝格尔又相继在纳库拉以西约15海里（28）处和的黎波里以西约40海里（74）处分别击沉了同属埃及的两艘帆船萨阿迪亚号（El Saadiah）和阿齐扎号（Aziza）。
1942年5月6日16:37，U-81号在古根贝格尔的指挥下从萨拉米斯岛出发执行第六次巡逻，继续前往地中海东部游弋。6月2日，该艇接到友艇U-652号的紧急呼叫，对方在塞卢姆附近的北非海岸遭受空袭，严重受损。古根贝格尔本试图对其实施拖曳，但以失败告终。U-81号遂接载起U-652号全体船员，进而发射鱼雷将后者潜艇凿沉。经过为期二十九天、水面3,600海里（6,700）、水下529海里（980）的航行后，古根贝格尔于6月3日16:45返抵萨拉米斯岛，期间未能取得任何战功。接下来的第七次巡逻于6月6日18:10离开萨拉米斯岛，在这次为期十九天的行动中，U-81号仅摧毁1艘商船。受害者是隶属AT-49号护航队的英国油轮哈佛号（Havre），于6月10日02:18在距亚历山大以西约50海里（93）处遭古根贝格尔发射的一枚鱼雷击沉。03:30，潜艇再次向护航队发射两枚鱼雷和两枚单发炮弹，但两枚是哑弹，其余鱼雷则未命中。U-81号于6月24日12:50抵达拉斯佩齐亚，随后驶入造船厂停留达十四周之久，期间安装了由布雷达制造的新式防空机炮。
完成改装后，古根贝格尔率U-81号于10月5日07:56从拉斯佩齐亚出发执行第八次巡逻，前往地中海西部和阿尔及尔附近游弋。从11月10日至15日，它曾加入“瓦尔”狼群作战，并击沉2艘英国货船。首先是11月10日01:43，该艇在阿尔及利亚的伊维角以北约21海里（39）处向一支小型护航队发射了四枚鱼雷，其中一枚击中了一艘轮船，使之在4分钟内沉没，另一艘护航舰也出现红色闪光。古根贝格尔推测他击沉了一艘4,000吨级的商船和一艘武装拖网船。然而，实际只有货船加林厄号（Garlinge）被击中并沉没。三天后，U-81号于15:55向一支由四艘货船和五艘护航舰组成的船队发射了两枚鱼雷，对方当时正从阿尔及利亚瓦赫兰西北执行“火炬行动”归来。大约三分钟后，他们听到了两声爆炸声，并声称一艘船沉没，另一艘受损。实际仅马龙号（Maron）可能被两枚鱼雷击中并沉没。经过为期四十三天、水面5,500海里、水下600海里（1,100）的航行后，古根贝格尔于11月16日10:30返抵拉斯佩齐亚。11月24日出发的第九次巡逻同样去往地中海西部，尽管取得了对所有法国军舰的开火权，U-81号却一无所获，并因空袭受损而于12月21日提前抵达普拉，结束了历时二十八天的行动。这次任务结束后，古根贝格尔调任U-847号艇长。

### 克里格役期
1942年12月25日，曾执掌U-142号潜艇的海军中尉约翰-奥托·克里格接替古根贝格尔出任U-81号艇长，并率艇执行了后续八次巡逻。其中第十次巡逻于1943年1月31日14:00离开普拉，前往地中海东部游弋。2月10日23:25，U-81号在贝鲁特西南水域向由一艘武装拖网船护航的荷兰液货轮萨罗纳号（Saroena）发射了四枚鱼雷，并观察到其船尾被击中，引发火灾。四小时后，它在贝鲁特附近搁滩，船员们得以上岸。火势扑灭后，该船于2月12日重新浮起，经过临时维修后继续使用。2月11日11:25至11:45分之间，克里格又在法马古斯塔以东约30海里处炮击并击沉了三艘帆船，分别为黎巴嫩的胡斯尼号（Husni）、巴勒斯坦的海豚号（Dolphin）和埃及的卡斯巴纳赫号（Al Kasbanah）。至15:05，另一艘埃及帆船萨巴赫·海尔号（Sabah el Kheir）也遭到U-81号的炮击，在阿波托羅斯安德列角东南约22海里（41）处起火沉没。经过为期二十一天、水面3,000海里（5,600）、水下303海里（561）的航行后，该艇于2月19日11:00返抵萨拉米斯岛。
U-81号在克里格的指挥下于1943年3月6日16:00从萨拉米斯岛出发执行第十一次巡逻，前往昔兰尼加沿岸的地中海游弋，至4月7日11:00抵达普拉。在这次为期三十三天、水面4,459海里（8,258）、水下471海里（872）的航行中，该艇共击沉3艘船只。首先是3月20日07:50，克里格在海法附近开始炮击一艘帆船，首次命中距离为6,000米。08:08，由于一架飞机靠近，该艇不得不紧急下潜，在水下停留了三十分钟，然后继续炮击帆船。对方在100米的范围内被击中六次，最终于09:46沉没。在炮击中，U-81号的88毫米炮共发射了48枚炮弹。克里格认为他只击沉了一艘帆船，但可能有两艘在这次行动中被击沉，分别是埃及的布尔吉赫号（Bourghieh）和叙利亚的马瓦哈卜·阿拉号（Mawahab Allah）。3月28日22:02，无护航的埃及货船鲁斯迪号（Rousdi）在巴勒斯坦的马吉达勒西北约10海里处以6節（11每小時）的速度进行非规避航行时，被U-81号发射的两枚鱼雷之一击中艉部轮机舱。该船在一次巨大的爆炸中消失，碎片落在潜艇上，导致身处舰桥上的随军战地记者轻微受伤。克里格早前于21:43射出的第一枚鱼雷则未击中该船。这次巡逻过后，U-81号进行了彻底检修，并更换了柴油发动机。
第十二次巡逻于1943年6月6日13:35离开普拉，前往锡拉库萨附近的地中海游弋。6月17日07:33，GTX-2号护航队中的英国运兵船瑶蛱蝶号被U-81号发射的两枚鱼雷之一击中，约八小时后在德尔纳西北沉没。八天后，埃及帆船尼斯尔号（Nisr）于10:30在加沙西北约40海里处遭克里格用甲板炮发射的12发炮弹击沉。6月26日，U-81号又分别袭击了两艘叙利亚帆船，分别是09:55在贝鲁特西南偏西约40海里处以48发炮弹击沉陶菲克·阿拉号（Toufic Allah），以及14:10在格雷科角东南约25海里处以30发炮弹击沉内里号（Nelly）。一天后，克里格于15:03向无护航的希腊货船米哈利奥斯号（Michalios）号发射了两枚鱼雷，其中一枚击中了3号和4号货舱之间的船体。货船的船艉断裂，导致其在两分钟内便沉没在拉塔基亚以西约3海里（5.6）处。潜艇曾将该船误认为是另一艘希腊货船利瓦索斯号（Livathos），并追击超过六小时，但在14:57发射的钱两枚鱼雷均未命中目标。U-81号在遭到海岸炮火攻击后便撤离该地区，因此躲过了英国军舰展开的反制。经过为期二十九天、水面3,100海里（5,700）、水下428海里（793）的航行后，该艇于2月19日11:00返抵萨拉米斯岛。
1943年7月14日16:45，克里格率U-81号从萨拉米斯岛执行第十三次巡逻，前往西西里岛东岸附近的地中海游弋，以抵御盟军入侵，至当月25日13:00抵达普拉。在这次为期十二天、水面1,200海里（2,200）、水下232海里（430）的航行中，该艇曾于22日全损一艘英国货轮：当天17:14，克里格在锡拉库萨以南向由英国武装拖网船斯特罗马号护航的帝国明月号（Empire Moon）发射了三枚鱼雷，并击中其前部；至17:52，他再向已停止移动的货船射出“致命一击”，使之延至翌日在西西里岛海岸搁滩，宣告为全损。在接下来的两次巡逻中，U-81号未能再取得任何战功，惟8月在普拉的造船厂接受改装，安装了一座四联装和两座单装20毫米高射炮，原88毫米炮则被移除。10月7日，该艇还在地中海向一艘意大利货轮发射了六枚鱼雷，但均未击中。
直到第十六次巡逻，U-81号才再度有所斩获。此役克里格率艇于11月4日16:20离开普拉，但由于四联装火炮发生故障，他不得不于当天返航。经过维修和加装新的无线电侦察探测仪后，该艇于三天后重新出发，前往地中海的塔兰托湾游弋。11月18日17:12，隶属AH-9号护航队的英国货船帝国邓斯坦号被克里格发射的两枚鱼雷之一击中，断成两截，二十分钟后在塔兰托西南沉没，成为U-81号服役生涯中击沉的最后一艘猎物。经过为期十四天、水面1,300海里（2,400）、水下224海里（415）的航行后，该艇于11月23日09:40返抵普拉。接下来的第十七次巡逻于12月30日06:00启程，计划前往亚得里亚海游弋，但由于克里格身患流感，不得不提前终止行程，于四天后回到普拉。
1944年1月9日11:30，当U-81号正在为计划16:00起航执行的第十八巡逻做最后的准备时，普拉港遭到美国第十五航空队辖下第2、第97、第99和第301轰炸大队的107架B-17“空中堡垒”空袭，合共投下319吨炸弹。其中一枚500千克炸弹命中U-81号艉部鱼雷舱口附近，并完全穿透耐压壳体，炸死两名值班船员，进而从电机舱穿出。艉部舱室的进水导致该艇下沉速度过快，其余船员尚未及关闭控制室的舱壁，U-81号便向左倾覆，在44°52′N 13°51′E / 44.867°N 13.850°E处沉入八至十米深的水中。它最终于同年4月22日被打捞上岸并拆解报废。

## 袭击历史摘要
| 日期           | 船名            | 船籍         | 吨位   | 结局 |
| -------------- | --------------- | ------------ | ------ | ---- |
| 1941年9月9日   | 帝国跳羚号      | 英国         | 5,591  | 击沉 |
| 1941年9月10日  | 萨莉·马士基号   | 英国         | 3,252  | 击沉 |
| 1941年11月13日 | 皇家方舟号      | 英國皇家海軍 | 22,600 | 击沉 |
| 1942年4月16日  | 维京号          | 自由法国海军 | 1,150  | 击沉 |
| 1942年4月16日  | 里海号          | 英国         | 6,018  | 击沉 |
| 1942年4月16日  | 巴卜·法拉杰号   | 埃及         | 105    | 击沉 |
| 1942年4月16日  | 法托·赫尔号     | 埃及         | 97     | 击沉 |
| 1942年4月19日  | 哈菲兹·拉赫曼号 | 埃及         | 90     | 击沉 |
| 1942年4月22日  | 萨阿迪亚号      | 埃及         | 122    | 击沉 |
| 1942年4月22日  | 阿齐扎号        | 埃及         | 100    | 击沉 |
| 1942年6月10日  | 哈佛号          | 英国         | 2,073  | 击沉 |
| 1942年11月10日 | 加林厄号        | 英国         | 2,012  | 击沉 |
| 1942年11月13日 | 马龙号          | 英国         | 6,487  | 击沉 |
| 1943年2月10日  | 萨罗纳号        | 荷蘭         | 6,671  | 击伤 |
| 1943年2月11日  | 卡斯巴纳赫号    | 埃及         | 110    | 击沉 |
| 1943年2月11日  | 海豚号          | 巴勒斯坦     | 135    | 击沉 |
| 1943年2月11日  | 胡斯尼号        | 黎巴嫩       | 107    | 击沉 |
| 1943年2月11日  | 萨巴赫·海尔号   | 埃及         | 36     | 击沉 |
| 1943年3月20日  | 布尔吉赫号      | 埃及         | 244    | 击沉 |
| 1943年3月20日  | 马瓦哈卜·阿拉号 | 叙利亚       | 77     | 击沉 |
| 1943年3月28日  | 鲁斯迪号        | 埃及         | 133    | 击沉 |
| 1943年6月17日  | 瑶蛱蝶号        | 英国         | 8,131  | 击沉 |
| 1943年6月25日  | 尼斯尔号        | 埃及         | 80     | 击沉 |
| 1943年6月26日  | 内里号          | 叙利亚       | 80     | 击沉 |
| 1943年6月26日  | 陶菲克·阿拉号   | 叙利亚       | 75     | 击沉 |
| 1943年6月27日  | 米哈利奥斯号    | 希腊         | 3,742  | 击沉 |
| 1943年7月22日  | 帝国明月号      | 英国         | 7,472  | 全损 |
| 1943年11月18日 | 帝国邓斯坦号    | 英国         | 2,887  | 击沉 |

## 脚注
1. ↑  威廉生，第11頁.
2. ↑  加洛普，第74頁.
3. 1 2  Gröner 1991，第43–46頁.
4. ↑  加洛普，第72頁.
5. 1 2 3 4 5 6 7 8 9  . U-Boot-Archiv.   [2024-10-31]. （原始内容存档于2024-12-14）.
6. 1 2 3  Helgason, Guðmundur. . German U-boats of WWII - uboat.net.   [2024-10-31]. （原始内容存档于2020-09-24）.
7. 1 2  Helgason, Guðmundur. . German U-boats of WWII - uboat.net.   [2024-10-31]. （原始内容存档于2025-01-20）.
8. ↑  Helgason, Guðmundur. . German U-boats of WWII - uboat.net.   [2024-10-31]. （原始内容存档于2024-12-14）.
9. ↑  Helgason, Guðmundur. . German U-boats of WWII - uboat.net.   [2024-10-31]. （原始内容存档于2024-12-14）.
10. ↑  Helgason, Guðmundur. . German U-boats of WWII - uboat.net.   [2024-10-31]. （原始内容存档于2021-03-07）.
11. ↑  Helgason, Guðmundur. . German U-boats of WWII - uboat.net.   [2024-10-31]. （原始内容存档于2020-11-23）.
12. ↑  Helgason, Guðmundur. . German U-boats of WWII - uboat.net.   [2024-10-31]. （原始内容存档于2024-12-14）.
13. 1 2  Helgason, Guðmundur. . German U-boats of WWII - uboat.net.   [2024-10-31]. （原始内容存档于2024-12-14）.
14. ↑  Helgason, Guðmundur. . German U-boats of WWII - uboat.net.   [2024-10-31]. （原始内容存档于2024-12-14）.
15. ↑  Friedman，第126頁.
16. ↑  Paterson，第38頁.
17. ↑  Jameson，第338頁.
18. ↑  Helgason, Guðmundur. . German U-boats of WWII - uboat.net.   [2023-11-23]. （原始内容存档于2020-05-29）.
19. ↑  Helgason, Guðmundur. . German U-boats of WWII - uboat.net.   [2024-10-31]. （原始内容存档于2024-12-14）.
20. ↑  Helgason, Guðmundur. . German U-boats of WWII - uboat.net.   [2024-10-31]. （原始内容存档于2024-12-14）.
21. ↑  Helgason, Guðmundur. . German U-boats of WWII - uboat.net.   [2024-10-31]. （原始内容存档于2024-12-14）.
22. ↑  Helgason, Guðmundur. . German U-boats of WWII - uboat.net.   [2024-10-31]. （原始内容存档于2024-12-14）.
23. ↑  Helgason, Guðmundur. . German U-boats of WWII - uboat.net.   [2024-10-31]. （原始内容存档于2024-12-14）.
24. ↑  Helgason, Guðmundur. . German U-boats of WWII - uboat.net.   [2024-10-31]. （原始内容存档于2024-12-14）.
25. ↑  Helgason, Guðmundur. . German U-boats of WWII - uboat.net.   [2024-10-31]. （原始内容存档于2025-01-12）.
26. ↑  Helgason, Guðmundur. . German U-boats of WWII - uboat.net.   [2024-10-31]. （原始内容存档于2024-12-16）.
27. ↑  Helgason, Guðmundur. . German U-boats of WWII - uboat.net.   [2024-10-31]. （原始内容存档于2024-12-14）.
28. ↑  Busch & Röll，第49頁.
29. ↑  Helgason, Guðmundur. . German U-boats of WWII - uboat.net.   [2024-10-31]. （原始内容存档于2024-12-14）.
30. ↑  Helgason, Guðmundur. . German U-boats of WWII - uboat.net.   [2024-10-31]. （原始内容存档于2024-12-14）.
31. ↑  Helgason, Guðmundur. . German U-boats of WWII - uboat.net.   [2024-11-01]. （原始内容存档于2024-12-14）.
32. ↑  Helgason, Guðmundur. . German U-boats of WWII - uboat.net.   [2024-11-01]. （原始内容存档于2024-12-14）.
33. ↑  Helgason, Guðmundur. . German U-boats of WWII - uboat.net.   [2024-11-01]. （原始内容存档于2024-07-12）.
34. ↑  Helgason, Guðmundur. . German U-boats of WWII - uboat.net.   [2024-11-01]. （原始内容存档于2024-12-14）.
35. ↑  Helgason, Guðmundur. . German U-boats of WWII - uboat.net.   [2024-11-01]. （原始内容存档于2024-11-26）.
36. ↑  Helgason, Guðmundur. . German U-boats of WWII - uboat.net.   [2024-11-01]. （原始内容存档于2021-04-20）.
37. ↑  Helgason, Guðmundur. . German U-boats of WWII - uboat.net.   [2024-11-01]. （原始内容存档于2024-11-30）.
38. ↑  Helgason, Guðmundur. . German U-boats of WWII - uboat.net.   [2024-11-01]. （原始内容存档于2025-01-12）.
39. ↑  Helgason, Guðmundur. . German U-boats of WWII - uboat.net.   [2024-11-01]. （原始内容存档于2024-12-14）.
40. ↑  Helgason, Guðmundur. . German U-boats of WWII - uboat.net.   [2024-11-01]. （原始内容存档于2024-12-14）.
41. ↑  Helgason, Guðmundur. . German U-boats of WWII - uboat.net.   [2024-11-01].
42. ↑  Helgason, Guðmundur. . German U-boats of WWII - uboat.net.   [2024-11-01]. （原始内容存档于2024-12-14）.
43. ↑  Helgason, Guðmundur. . German U-boats of WWII - uboat.net.   [2024-11-01]. （原始内容存档于2024-12-15）.
44. ↑  Helgason, Guðmundur. . German U-boats of WWII - uboat.net.   [2024-11-01]. （原始内容存档于2024-12-14）.
45. ↑  Helgason, Guðmundur. . German U-boats of WWII - uboat.net.   [2024-11-01]. （原始内容存档于2024-12-14）.
46. ↑  Helgason, Guðmundur. . German U-boats of WWII - uboat.net.   [2024-11-01]. （原始内容存档于2023-02-06）.
47. ↑  Helgason, Guðmundur. . German U-boats of WWII - uboat.net.   [2024-11-01]. （原始内容存档于2024-12-14）.
48. ↑  Helgason, Guðmundur. . German U-boats of WWII - uboat.net.   [2024-11-01]. （原始内容存档于2024-12-14）.
49. ↑  Helgason, Guðmundur. . German U-boats of WWII - uboat.net.   [2024-11-01]. （原始内容存档于2024-12-14）.
50. ↑  Helgason, Guðmundur. . German U-boats of WWII - uboat.net.   [2024-11-01]. （原始内容存档于2024-12-14）.
51. ↑  Helgason, Guðmundur. . German U-boats of WWII - uboat.net.   [2024-11-01]. （原始内容存档于2024-12-14）.
52. ↑  Helgason, Guðmundur. . German U-boats of WWII - uboat.net.   [2024-11-01]. （原始内容存档于2024-12-14）.
53. ↑  Helgason, Guðmundur. . German U-boats of WWII - uboat.net.   [2024-11-01]. （原始内容存档于2024-12-14）.
54. ↑  Helgason, Guðmundur. . German U-boats of WWII - uboat.net.   [2024-11-01]. （原始内容存档于2024-12-14）.
55. ↑  Helgason, Guðmundur. . German U-boats of WWII - uboat.net.   [2024-11-01]. （原始内容存档于2024-12-14）.
56. ↑  Helgason, Guðmundur. . German U-boats of WWII - uboat.net.   [2024-11-01]. （原始内容存档于2024-12-15）.